# Carl Theodor Dietzsch
Carl Theodor Dietzsch (* 16. November 1819 in Mühltroff; † 11. August 1857 in Cincinnati, Ohio) war ein deutscher Jurist und Mitglied der Frankfurter Nationalversammlung von 1848.

## Leben
Dietzsch wurde 1819 als Sohn eines Kaufmanns geboren und studierte nach dem Besuch des Gymnasiums in Plauen Rechtswissenschaften an der Universität Leipzig. Dort wurde er 1841 Mitglied der Burschenschaft Kochei. 1845 wurde er Gerichtsaktuar und Notar am Landgericht Chemnitz, von 1846 bis 1849 war er juristischer Stadtrat in Annaberg, 1848 Redakteur des Zeitboten aus dem oberen Erzgebirge und von 1848 bis 1849 Mitglied der Frankfurter Nationalversammlung für den Wahlbezirk Königreich Sachsen (Schwarzenberg 14). Dort gehörte er der Fraktion Donnersberg (äußerste Linke) an. Er war Mitglied des Märzvereins und 1849 Mitglied des Stuttgarter Rumpfparlaments.
Wegen seiner politischen Aktivitäten verlor er seine Stelle in Annaberg und es wurde Anklage gegen ihn erhoben, weshalb er 1849 in die USA flüchtete. Dort lebte er zunächst in New Orleans, dann in St. Louis und arbeitete als Kaufmann und später als Redakteur der Tribüne. Ab 1850 war er Redakteur beim Louisviller Anzeiger. 1855 zog er nach Evansville und gründete die Zeitung Reform. 1856 arbeitete er als Redakteur beim Cincinnater Volksblatt und war Mitarbeiter beim Deutschen Republikaner, dessen Redaktion er 1857 übernahm.